# Pedro Sánchez Torrealba
Pedro Iván Sánchez Torrealba (Viña del Mar, Chile, 7 de febrero de 1998), es un futbolista chileno que juega de Delantero en Ñublense de la Primera División de Chile.

## Trayectoria
Llegó con 10 años a las divisiones inferiores del club, donde siempre destacó por sus goles y asistencias, Pedro fue avanzando en las categorías menores hasta convertirse en 2016 miembro del primer equipo.
Hizo su debut el sábado 2 de abril de 2016, bajo las órdenes del ídolo de Everton, Cristian "Fido Dido" Uribe frente a Deportes Puerto Montt, donde también consiguió su debut en las redes, inflando las redes de los delfines en el minuto 23 del primer tiempo.
En la liguilla por el ascenso, Everton se enfrenta nuevamente a Deportes Puerto Montt, el 18 y 22 de mayo, en el partido de ida jugado en Viña del Mar, Sánchez anota nuevamente la apertura de la cuenta con un certero cabezazo que a la postre significaría el ascenso para los oro y cielo.

## Estadísticas
| Club                    | Div.          | Temporada     | Liga  | Liga  | Copas nacionales | Copas nacionales | Torneos internacionales | Torneos internacionales | Total | Total |
| Club                    | Div.          | Temporada     | Part. | Goles | Part.            | Goles            | Part.                   | Goles                   | Part. | Goles |
| ----------------------- | ------------- | ------------- | ----- | ----- | ---------------- | ---------------- | ----------------------- | ----------------------- | ----- | ----- |
| Everton · Chile         | 2.ª           | 2015-16       | 6     | 2     | —                | —                | —                       | —                       | 6     | 2     |
| Everton · Chile         | 1.ª           | 2016-17       | —     | —     | —                | —                | —                       | —                       | 0     | 0     |
| Unión La Calera · Chile | 2.ª           | 2016-17       | 9     | 2     | —                | —                | —                       | —                       | 9     | 2     |
| Everton · Chile         | 1.ª           | 2017          | 4     | 0     | 1                | 0                | —                       | —                       | 5     | 0     |
| Everton · Chile         | 1.ª           | 2018          | 11    | 0     | 2                | 1                | —                       | —                       | 13    | 1     |
| Everton · Chile         | 1.ª           | 2019          | 8     | 0     | 3                | 1                | —                       | —                       | 11    | 1     |
| Unión La Calera · Chile | 1.ª           | 2020          | 19    | 0     | —                | —                | —                       | —                       | 19    | 0     |
| Unión La Calera · Chile | 1.ª           | 2021          | 19    | 2     | —                | —                | —                       | —                       | 19    | 2     |
| Unión La Calera · Chile | Total club    | Total club    | 47    | 4     | 0                | 0                | 0                       | 0                       | 47    | 4     |
| Everton · Chile         | 1.ª           | 2022          | 7     | 0     | —                | —                | 4                       | 0                       | 11    | 0     |
| Everton · Chile         | 1.ª           | 2023          | 0     | 0     | 0                | 0                | —                       | —                       | 0     | 0     |
| Everton · Chile         | Total club    | Total club    | 36    | 2     | 6                | 2                | 4                       | 0                       | 46    | 4     |
| Ñublense · Chile        | 1ª            | 2024          | 0     | 0     | 0                | 0                | —                       | —                       | 0     | 0     |
| Ñublense · Chile        | Total club    | Total club    | 0     | 0     | 0                | 0                | 0                       | 0                       | 0     | 0     |
| Total carrera           | Total carrera | Total carrera | 83    | 6     | 6                | 2                | 4                       | 0                       | 93    | 8     |
| 1. 2. 3.                |               |               |       |       |                  |                  |                         |                         |       |       |